# الجداريات المكسيكية

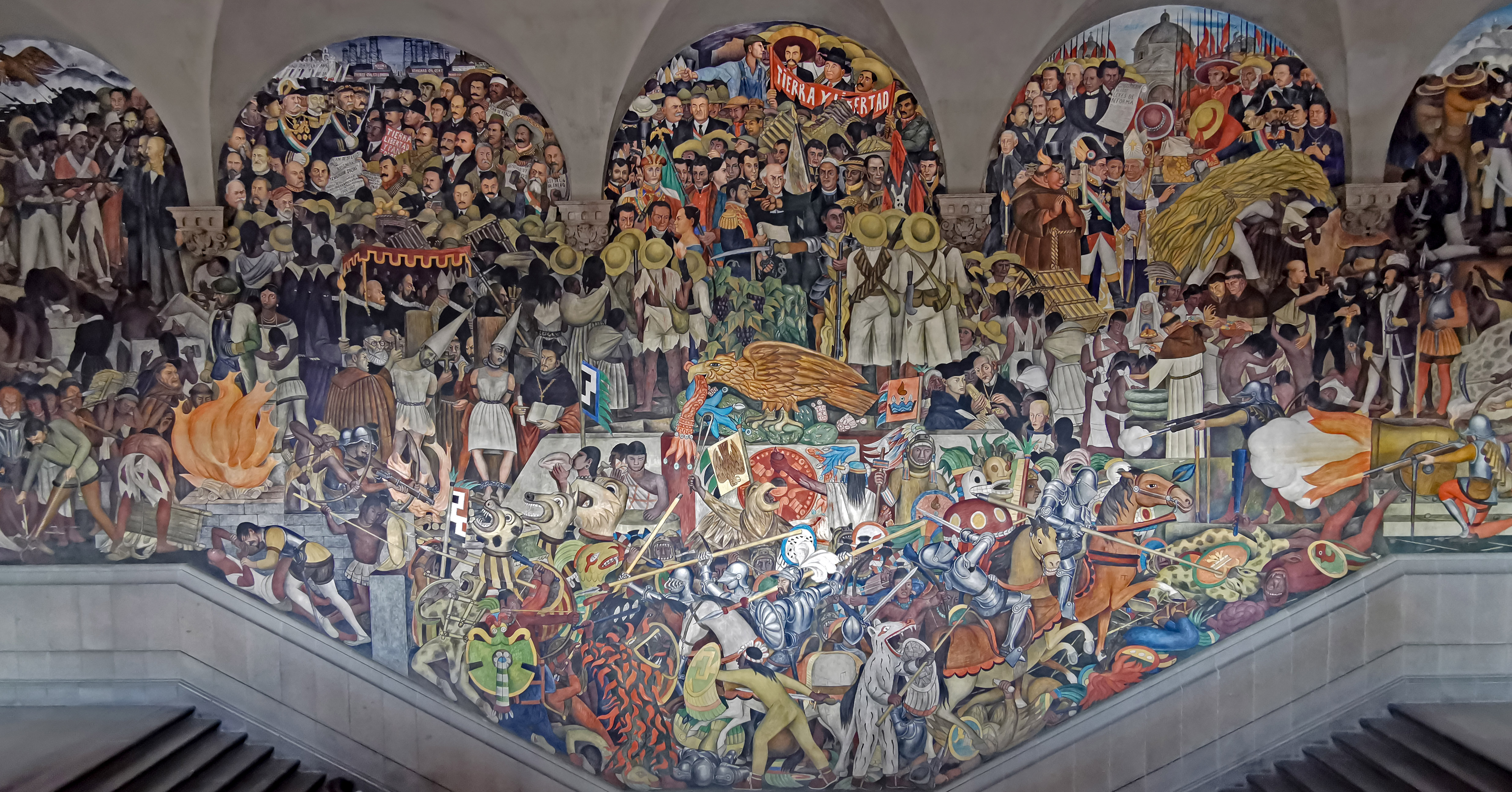
الجداريات المكسيكية

تطورت الجداريات المكسيكية عن اللوحة الجدارية التي بدأت في العشرينات من القرن العشرين، والتي حملت عمومًا رسائل اجتماعية وسياسية كجزء من الجهود الرامية إلى إعادة توحيد البلاد في ظل حكومة ما بعد الثورة المكسيكية. ترأسها «الرسامون الثلاثة الكبار دييغور ريفيرا وخوسيه كليمنتي أوروزكو ودافيد ألفارو سيكويروز. أُنشئت العديد من جداريات المباني العامة التي حملت رسائل قومية واجتماعية وسياسية منذ عشرينيات وحتى سبعينيات القرن العشرين، فبدأت بذلك تقليدًا استمر حتى اليوم في المكسيك وفي أجزاء أخرى من الأمريكيتين بما في ذلك الولايات المتحدة، حيث ألهمت هذه الجداريات حركة شيكانو الفنية.

## سوابق
كان لدى المكسيك تقليد في رسم الجداريات، بدءًا من حضارة الأولمك في الفترة ما قبل الإسبانية وحتى الفترة الاستعمارية، وقد رُسمت هذه الجداريات غالبًا للتبشير وتعزيز العقيدة المسيحية. تعود جذور التقليد الحديث للقرن التاسع عشر، مع استخدام المواضيع السياسية والاجتماعية. كان خوان كوردو أول رسام جداريات يستخدم السمات الفلسفية في عمله في منتصف القرن التاسع عشر. رسم جدارية علمانية بناء على طلب من غابينو باريدا في المدرسة التحضيرية الوطنية، على الرغم من عمله على الموضوعات الدينية في قبة كنيسة سانتا تيريزا وغيرها من الكنائس.
هيمن على القرن التاسع عشر سياسيًا نظام بورفيريو دياز. كانت هذه الحكومة أول من دفع للتنمية الثقافية في البلاد، ودعم أكاديمية سان كارلوس وأرسل الفنانين الواعدين إلى الخارج للدراسة. مع ذلك، تجاهلت هذه الجهود الثقافة والسكان الأصليين بهدف جعل المكسيك مثل أوروبا. يُعتبر جيراردو موريللو، المعروف أيضًا باسم الدكتور أتل، أول فنان جداريات حديث يشجع الفكرة لقائمة على أن الفن المكسيكي يجب أن يعكس الحياة المكسيكية. لم تروج الأكاديمية والحكومة إلا لتقليد الفن الأوروبي. ضغط أتل وغيره من فناني الجداريات الحديثين على حكومة دياز للسماح لهم بالرسم على جدران المباني للهرب من هذه الشكلية. نظم أتل معرضًا مستقلًا للفنانين المكسيكيين الأصليين الذين يعززون العديد من الموضوعات الشعبية والوطنية إلى جانب أنظمة الألوان التي ستظهر فيما بعد في رسم الجداريات. كانت الجدارية المكسيكية الحديثة الأولى التي رسمها أتل عبارة عن سلسلة من الإناث العاريات مستخدمًا «لون أتل»، وهو مادة اخترعها بنفسه قبل فترة وجيزة من اندلاع الثورة المكسيكية. شكل العمل التصويري الرسمي للفنان خوسيه غوادلوبي بوسادا، الذي سخر فيه من الأساليب الأوروبية وخلق رسومًا كارتونية بغية النقد الاجتماعي والسياسي، تأثيرًا آخر على الفنانين الشباب في وقت متأخر من فترة بورفيريو. انتقد بوسادا السياسات الديكتاتورية لدياز من خلال الفن، وأثر على فناني الجداريات لاحتضان وإكمال مسيرة انتقاد دكتاتورية دياز من خلال أعمالهم، فاحتضن بالتالي فنانو الجداريات الشخصيات والهجاء الموجود في أعمال بوسادا.
كانت الثورة المكسيكية نفسها تتويجًا للمعارضة السياسية والاجتماعية لسياسات بورفيريو دياز. شكلت إحدى المجموعات المعارضة الهامة مجتمعًا فكريًا صغيرًا شمل أنطونيو كورو وألفونسو رييس وخوسيه فاسكونسيلوس. عزز هؤلاء فلسفة شعبية تزامنت مع الانتقاد الاجتماعي والسياسي لأتل وبوسادا وأثرت على الجيل القادم من الرسامين مثل دييغو ريفيرا وخوسيه كليمنتي أوروزكو ودافيد ألفارو سيكويروز.
اكتسبت هذه الأفكار سلطة نتيجة للثورة المكسيكية التي أطاحت بنظام دياز في أقل من عام. مع ذلك، كان هناك ما يقارب عقدًا من القتال بين مختلف الفصائل المتنافسة على السلطة. تغيرت الحكومات بشكل متكرر مع حدوث عدد من الاغتيالات بما فيها اغتيال فرانسيسكو ماديرو، الذي بدأ هذا النضال. انتهى القتال في أوائل العشرينيات من القرن العشرين بحكم حزب قاده ألفارو أوبريغون، الذي أصبح الحزب الثوري المؤسساتي (بّي آر آي). دعم أتل خلال الثورة فصيل كارانزا وشجع عمل ريفيرا وأوروزكو وسكويروز الذين أسسوا لاحقًا حركة الجداريات. واصل أتل خلال الحرب وحتى عام 1921، رسم الجداريات من ضمن أنشطة أخرى مثل تدريس الجيل المقبل المكسيكي من الفنانين ورسامي الجداريات.

## حركة الجداريات
بعد انتهاء المرحلة العسكرية للثورة في عام 1921، عُين خوسيه فاسكونسيلوس لرئاسة أمانة التعليم العام. كان معظم المكسيكيين في ذلك الوقت، أميين فاحتاجت الحكومة إلى وسيلة لتعزيز المثل العليا للثورة المكسيكية. تمثلت فكرة فاسكونسيلوس في أن يكون هناك برنامج للجداريات مدعوم من الحكومة من أجل هذا الغرض. على غرار استخدام اللوحات الجدارية في الفترة ما قبل الإسبانية وخلال الفترة الاستعمارية، فإن الغرض من هذه اللوحات الجدارية لم يكن جماليًا فحسب، بل اجتماعيًا لتعزيز مثل عليا معينة. مثلت هذه المثل العليا أو المبادئ تمجيدًا للثورة المكسيكية وهوية المكسيك كدولة ميستيثو، مع الترويج للسكان الأصليين وكذلك الإسبان. بدأت الحكومة باستئجار أفضل الفنانين في البلاد لرسم الجداريات، حتى أن بعضهم جاء من أوروبا مثل دييغو ريفيرا. شملت مجموعة فناني الجداريات هذه كلًا من الدكتور أتل ورامون ألفا دو لا كانال وفيديريكو كانتو وغيرهم، لكن الثلاثة الرئيسيين كانوا دافيد ألفارو سكويروز وخوسيه كليمنتي أوروزكو ودييغو ريفيرا. على الرغم من أن وقت خوسيه كأمين سر كان قصيرًا، إلا أنه حدد كيفية تطور الجدارية. رُسمت صورته في جدارية من التمبرا في عام 1921 من قبل الرسام روبيرتو مونتينغرو، لكنها لم تصمد طويلًا.  أمر خلفه في أمانة التعليم العام برسمه. اختلف فنانو الجداريات بالأسلوب والطباع، لكن جميعهم آمنوا أن الهدف من الفن هو تعليم الناس وتحسنهم. كان هذا السبب وراء قبولهم لهذه المهمات وإنشاء نقابة العمال التقنيين والرسامين والنحاتين.
كان أول مشروع جدارية ترعاه الحكومة هو عبارة عن جداريات نُفذت على جدران الطوابق الثلاثة في المؤسسة اليسوعية القديمة، مدرسة سان إلديفونسو، التي كانت في ذلك الوقت المدرسة التحضيرية الوطنية. مع ذلك، فقد أنجز خوسيه كليمنتي أوروزكو معظم جداريات المدرسة التحضيرية الوطنية بمواضيع المكسيك الميستيثو وأفكار التجديد ومآسي الثورة، ورسم فرناندو ليل ["راقصات شالما»] في وقت سابق من عام 1922، ورسم جان شارلوت (غزو التينوختيتلان) بعد أن تلقى دعوة من ليل.